# لاندوگو
لاندوگو (به انگلیسی: Llandogo) یک روستا در بریتانیا است که در مونموت‌شر واقع شده‌است. لاندوگو ۵۴۷ نفر جمعیت دارد.